# Alijassa annulipes
Alijassa annulipes är en spindelart som först beskrevs av Lodovico di Caporiacco 1955.  Alijassa annulipes ingår i släktet Alijassa och familjen spökspindlar.
Artens utbredningsområde är Venezuela. Inga underarter finns listade i Catalogue of Life.